# راندي هاتشيسون
راندي هاتشيسون (بالإنجليزية: Randy Hutchison)‏ هو مهندس أمريكي، ولد في 25 أغسطس 1948 في نيوبورت نيوز في الولايات المتحدة.